# Purmamarca
Purmamarca est un village (pueblo) de la province de Jujuy, en Argentine. Il est situé à 2 206 m d'altitude, dans le département de Tumbaya et comptait 510 habitants en 2001 (INDEC, 2001). Il est notamment connu pour se trouver au pied de la montagne aux sept couleurs.

## Toponymie
Le nom de Purmamarca trouve son origine dans la langue Aymara, dans laquelle purma signifie désert, et marca ville. Le désert est ici à considérer au sens figuré, ce mot signifiant en langue Aymara une terre désertique aussi bien qu'une terre vierge de toute occupation ou transformation humaines.
Pour cette raison, la traduction la plus appropriée du nom de la ville est "ville de la Terre Vierge".

## Géographie
Le village est situé sur la nouvelle route nationale 52, à 3 km à l'ouest de la route nationale 9, à 65 km de San Salvador de Jujuy et à 22 km de Tilcara. Accessible via la nationale 52, depuis le nord du Chili voisin, et aussi depuis le sud de la Bolivie par la nationale 9.
C'est une localité proche de la quebrada de Humahuaca où coule río Grande de Jujuy bien que géographiquement elle appartienne à un autre canyon, transversal du précédent et qui porte son nom. Elle est entourée de montagnes. La vaste Quebrada de Purmamarca (canyon de Purmamarca) forme une grande vallée où coule le río Purmamarca. Les plantes épineuses, qui donnent une caractéristique particulière à la région, sont typiques de l'écosystème des sommets environnants.

## Histoire
L'église, connue pour le linteau qui orne la porte principale, date de 1648, et est consacrée à Santa Rosa de Lima, dont la fête est annuellement célébrée le 30 août. Elle fut déclarée Monument Historique National en 1941. Le toit de l'église est construit avec du bois de cactus et ses murs en adobe. L'intérieur de l'église renferme de nombreuses peintures de l'école de Cuzco du XVIIIe siècle.

## Démographie
| 1991 | 2001 | 2010 |
| ---- | ---- | ---- |
| 339  | 510  | 891  |

## Tourisme
Aux alentours de Purmamarca se trouve la quebrada de Humahuaca où proche de Maimara on peut voir des montagnes polychromes. Sur les bords de la route nationale 52, dans la quebrada de Purmamarca, se trouvent des falaises rouges, montagnes vertes, jaunes.
Depuis 2005, c'est à Purmamarca que débute le tronçon principal de la nouvelle grand-route interocéanique du col de Jama à travers les Andes vers le Chili (route nationale 52). La côte de Lipán y débute qui mène les voyageurs de 2 100 à 4 100 mètres d'altitude.
Sur la place principale, ombragée par un caroubier, qui aurait plus de cinq cents ans, se trouve l'église. Des artisans proposent des sculptures sur bois, des instruments de musique (flûte de pan, ocarina, etc.), des tapis tissés main, ainsi que diverses plantes médicinales (et en particulier de la coca).
Les maisons du village sont construites en argile non cuit, ce qui procure une excellente isolation thermique.

## Photographies

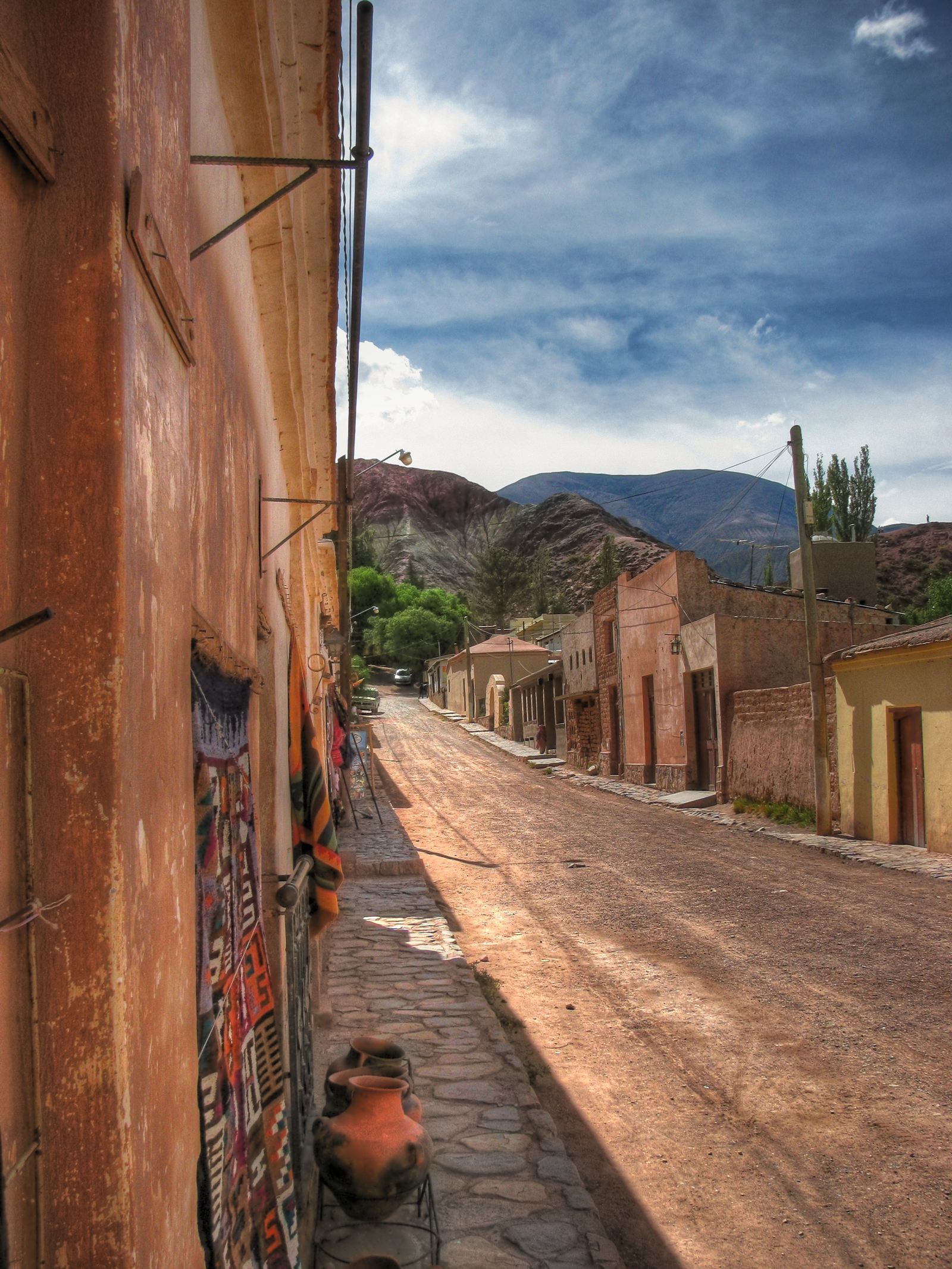
Une rue du village
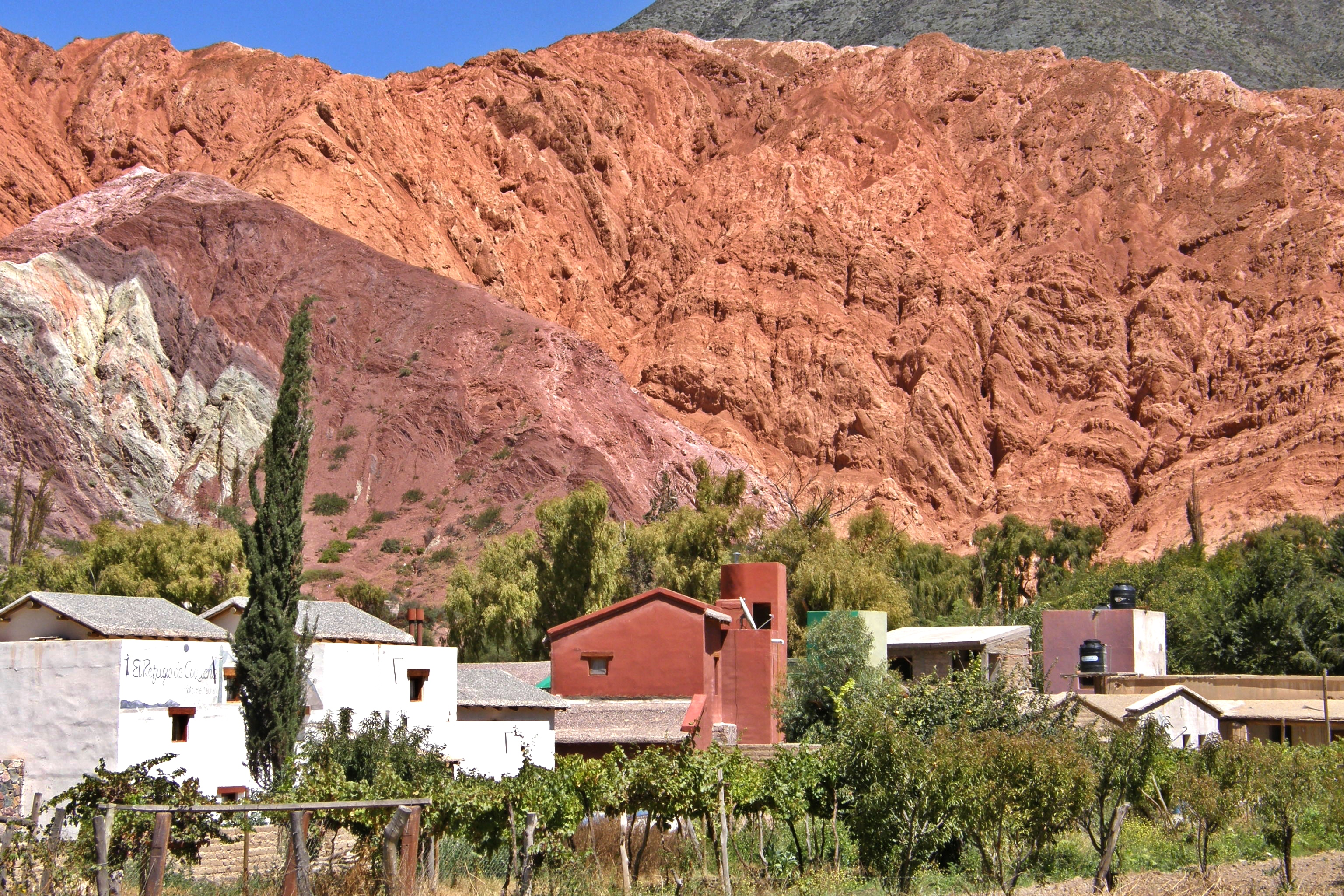
L'entrée nord du village
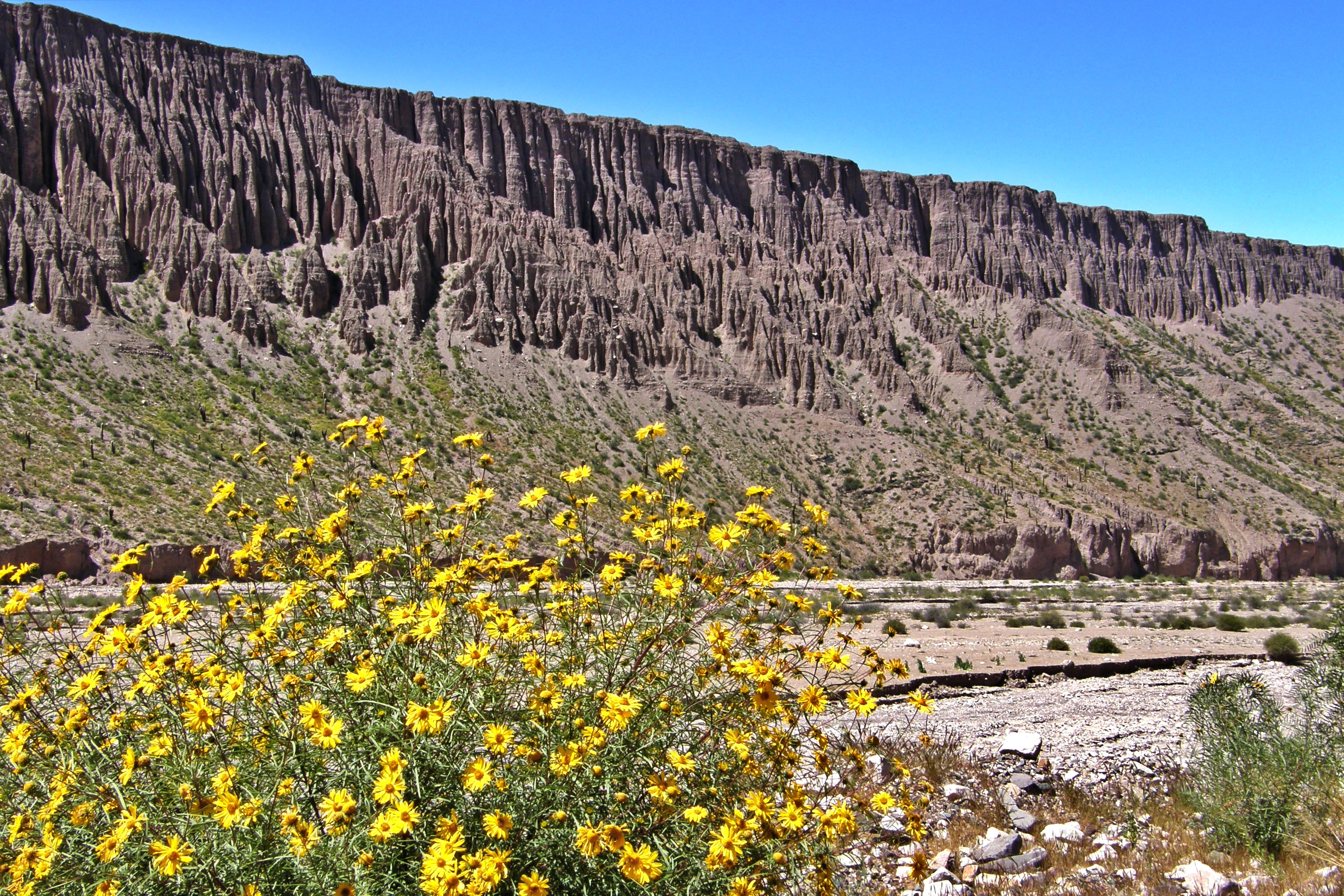
Les falaises rouges vues de la RN52
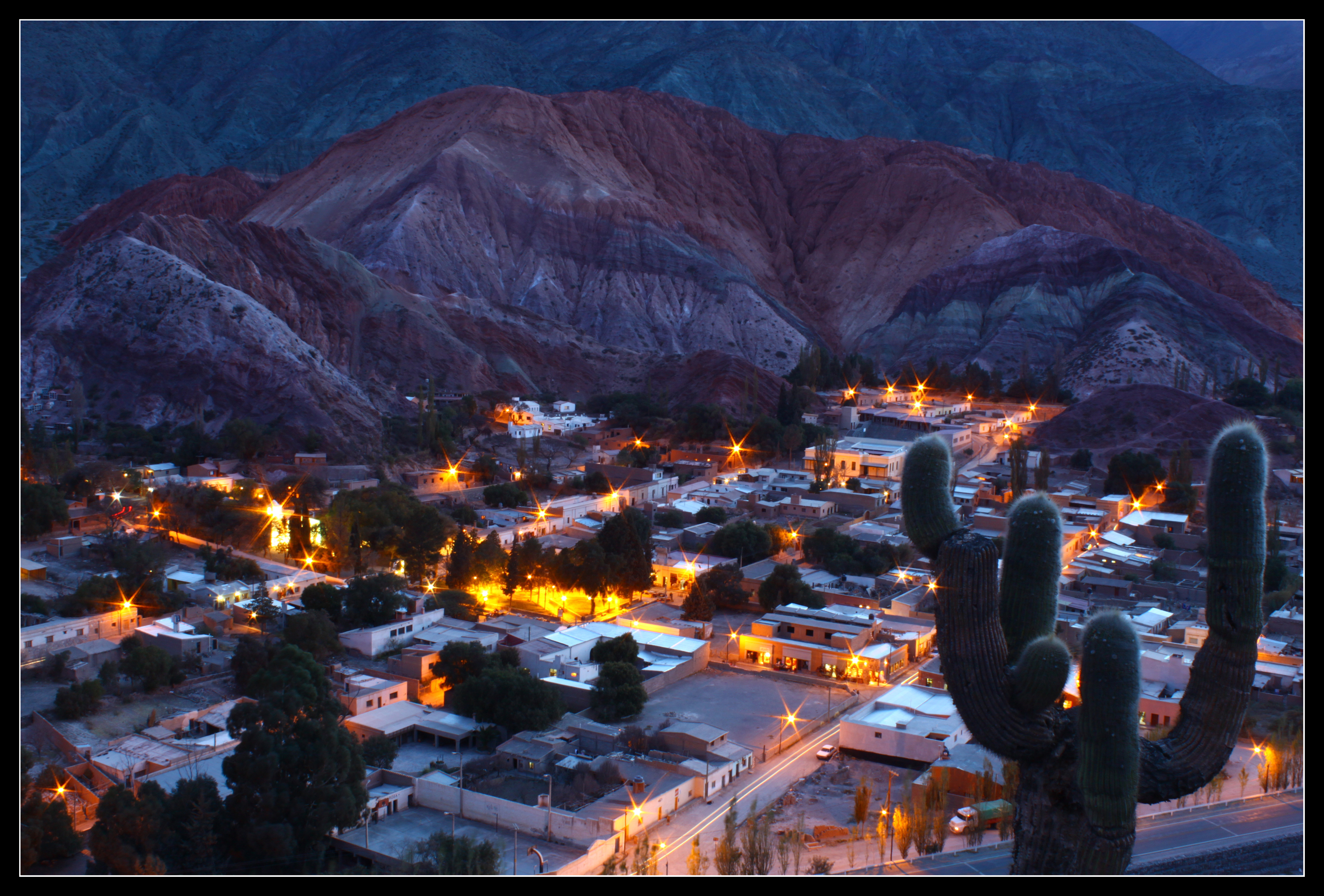
Purmamarca la nuit.
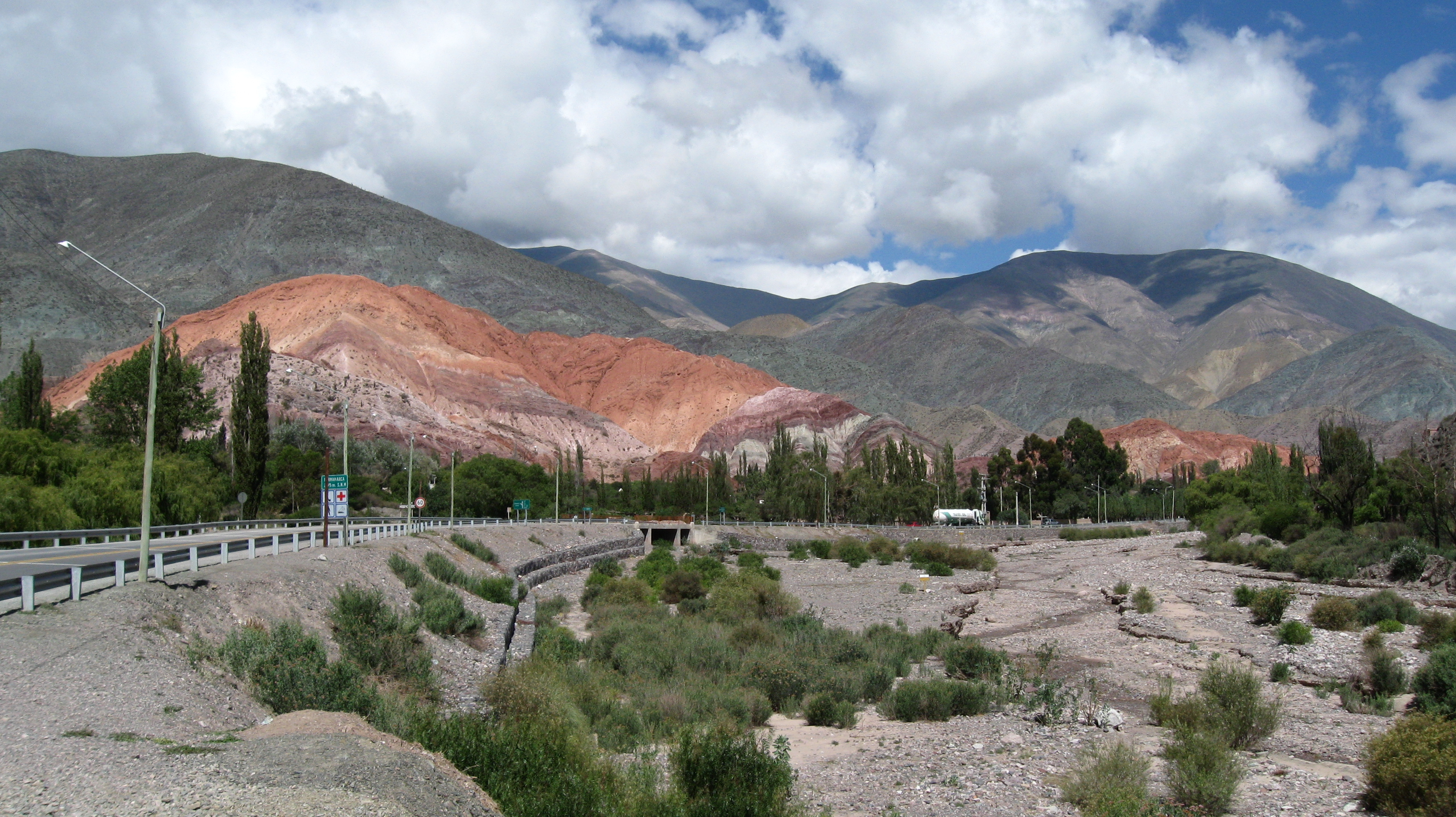
La montagne aux sept couleurs vue depuis la route
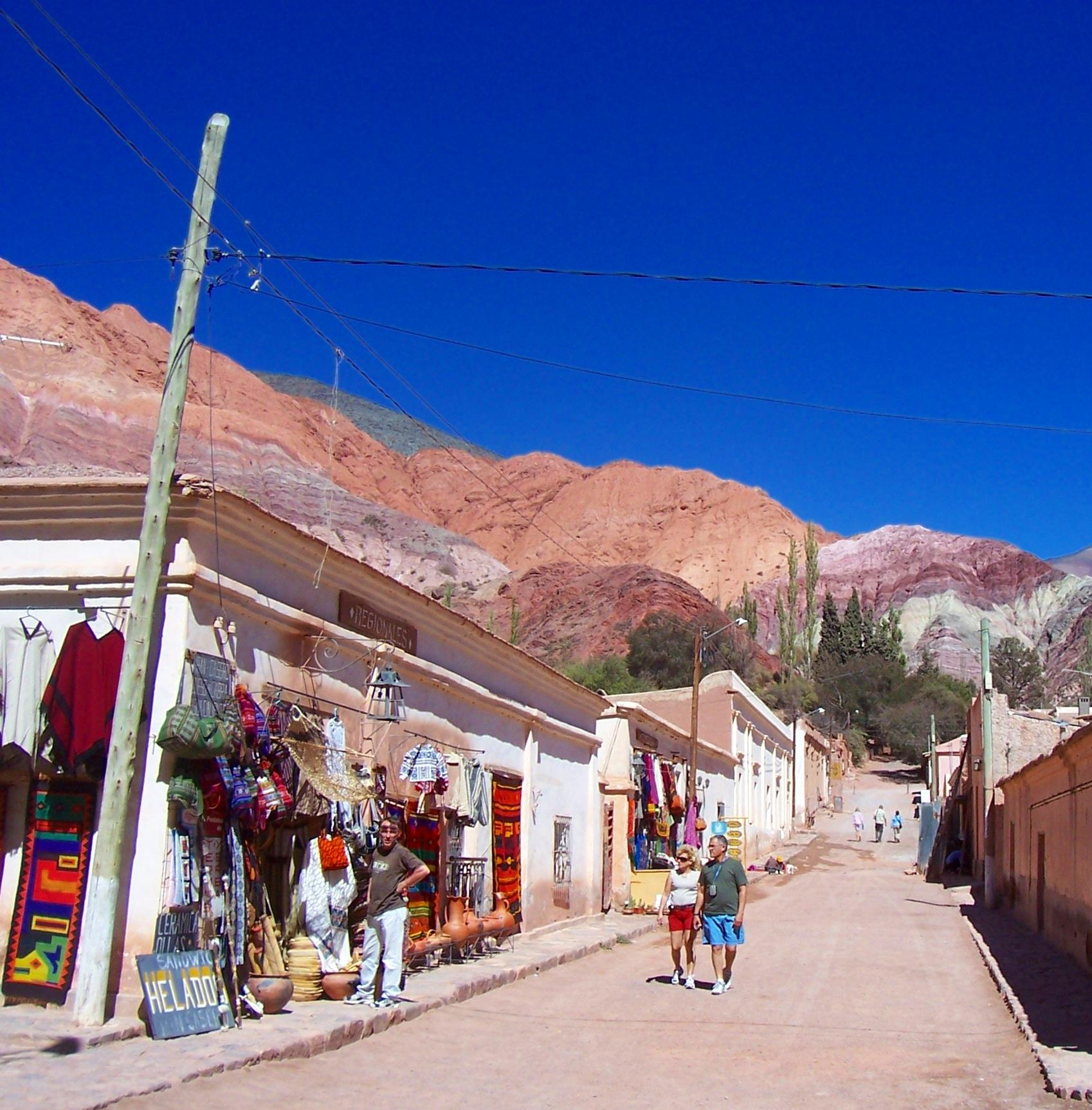
Une rue du Village.